# Thiacidas ptyorhyncha
Pteronycta ptyorhyncha là một loài bướm đêm trong họ Noctuidae.